# Wohnanlage Arzbacher Straße/Thalkirchner Straße/Wackersberger Straße/Würzstraße

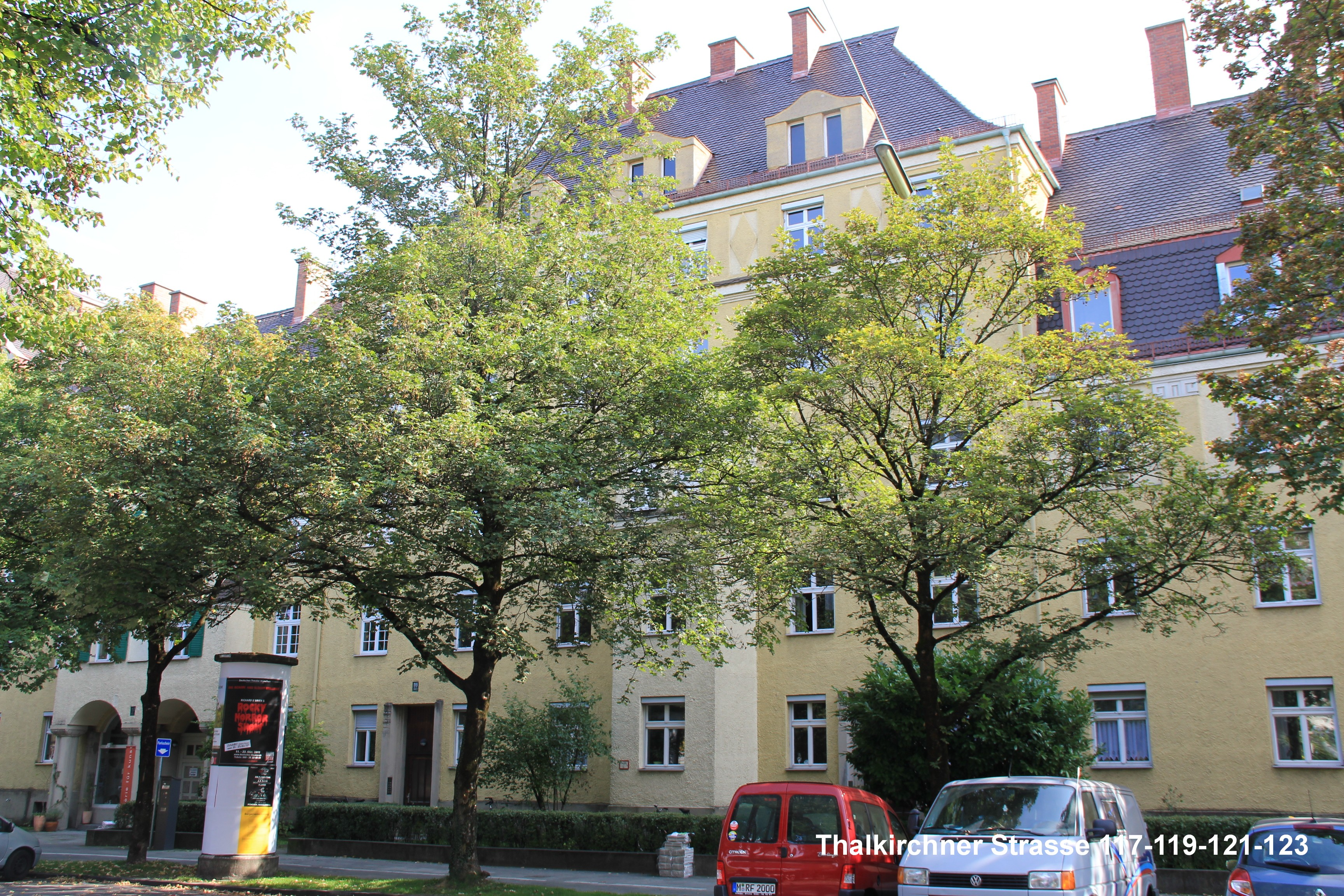
Thalkirchner Straße 119

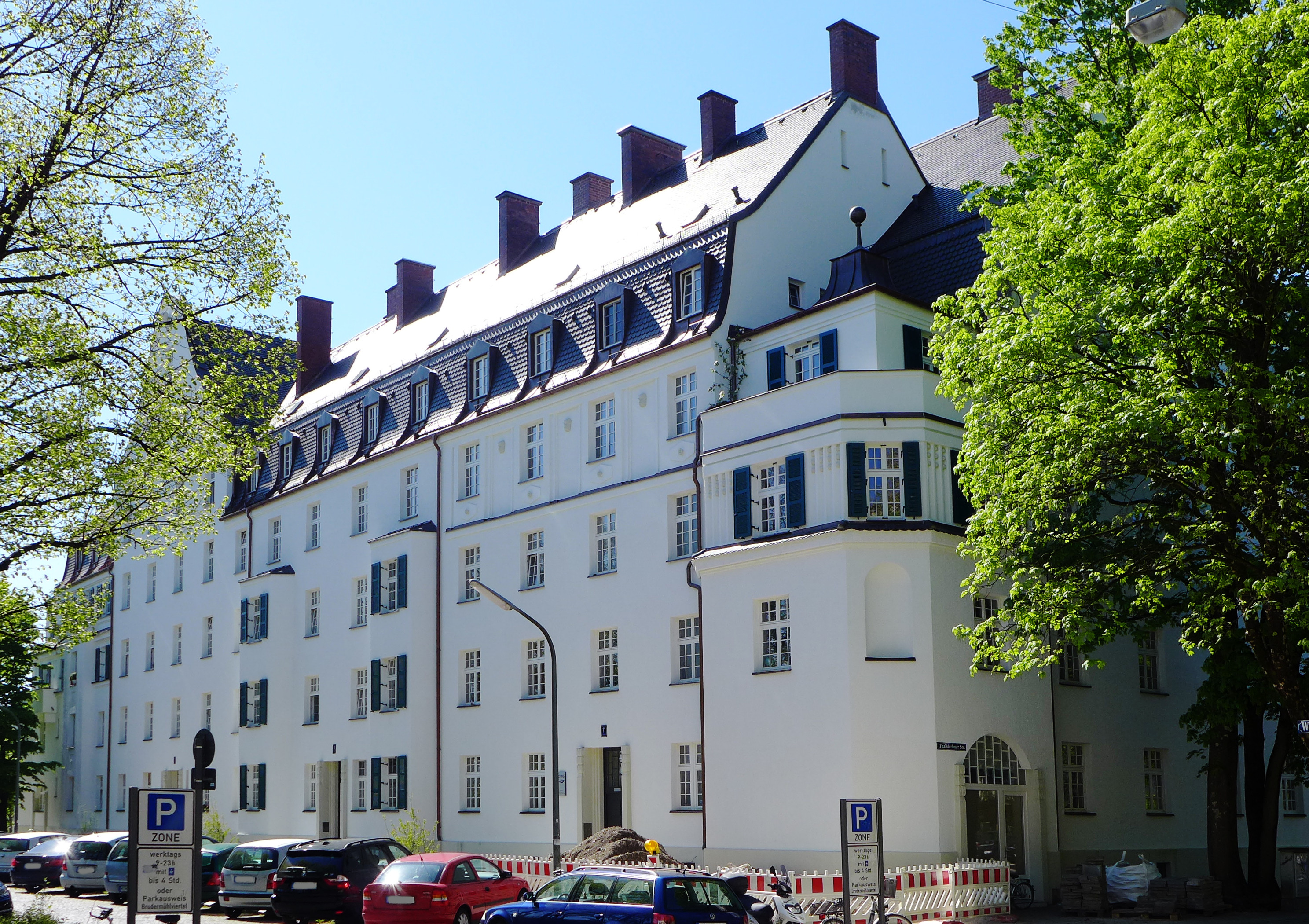
Wackersberger Straße 7

Die Wohnanlage Arzbacher Straße/Thalkirchner Straße/Wackersberger Straße/Würzstraße ist eine denkmalgeschützte Wohnanlage im Stadtteil Sendling der bayerischen Landeshauptstadt München.
Die Anlage wurde 1910 nach Plänen des Münchner Stadtbaurats Robert Rehlen errichtet. Sie umfasst 15 drei-, vier- und fünfgeschossige Mansardwalm-, Walm- und Satteldachbauten mit vielfältigen Erkern, Standerkern und Vorsprüngen, die in Blockrandbebauung um einen Innenhof gruppiert sind: Arzbacher Straße 2, Arzbacher Straße 4, Arzbacher Straße 6, Arzbacher Straße 8, Arzbacher Straße 10, Thalkirchner Straße 117, Thalkirchner Straße 119, Thalkirchner Straße 121, Thalkirchner Straße 123, Wackersberger Straße 7, Wackersberger Straße 9, Wackersberger Straße 11, Würzstraße 6, Würzstraße 8, Würzstraße 10.
Die Fassaden sind im Reformstil verputzt.